# Stanowisko dokumentacyjne

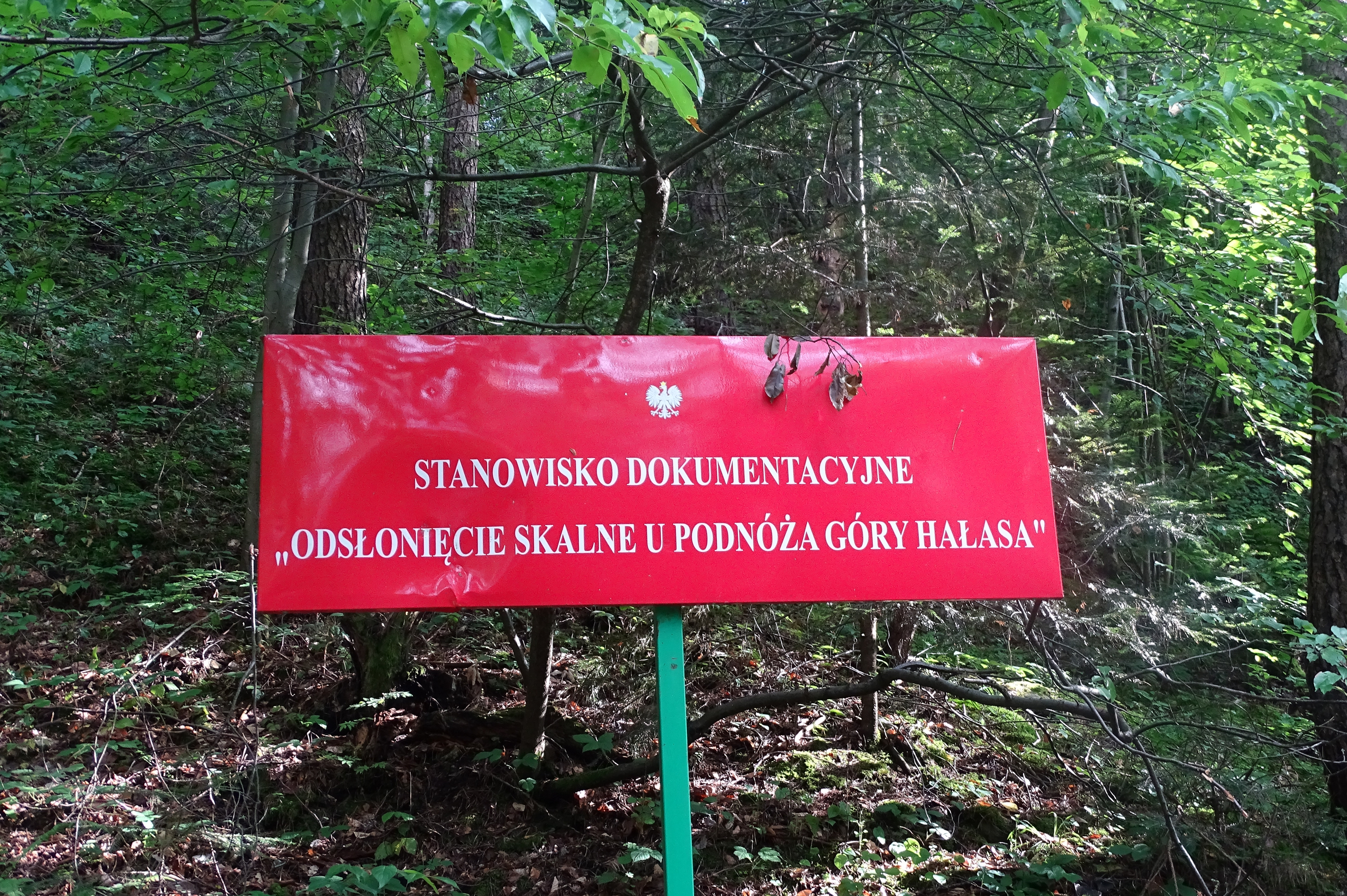
Stanowisko dokumentacyjne "Odsłonięcie u podnóża Góry Hałasa". Dawny kamieniołom piaskowców ordowiku, Kielce

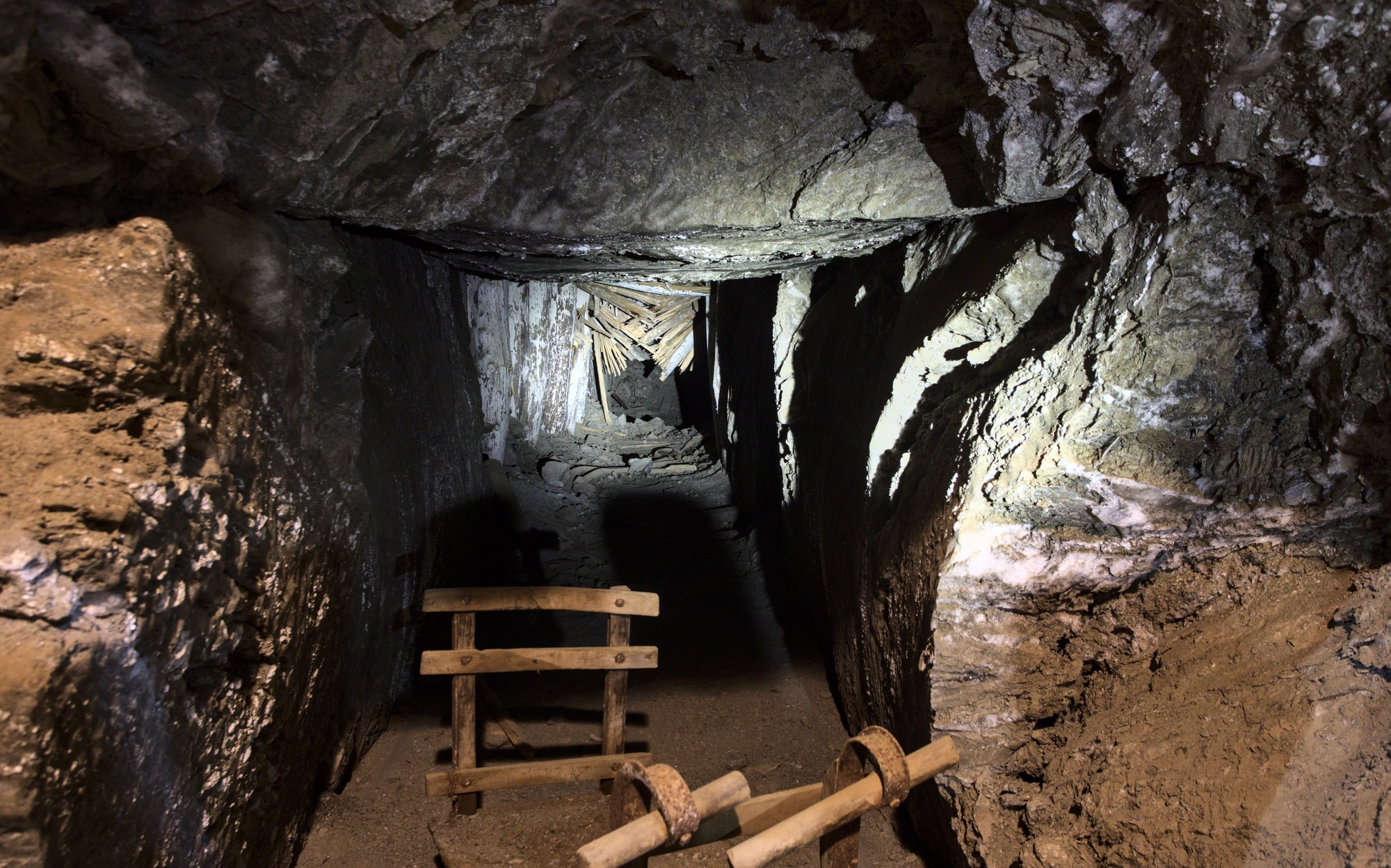
Stanowisko dokumentacyjne w Kopalni Soli Bochnia.

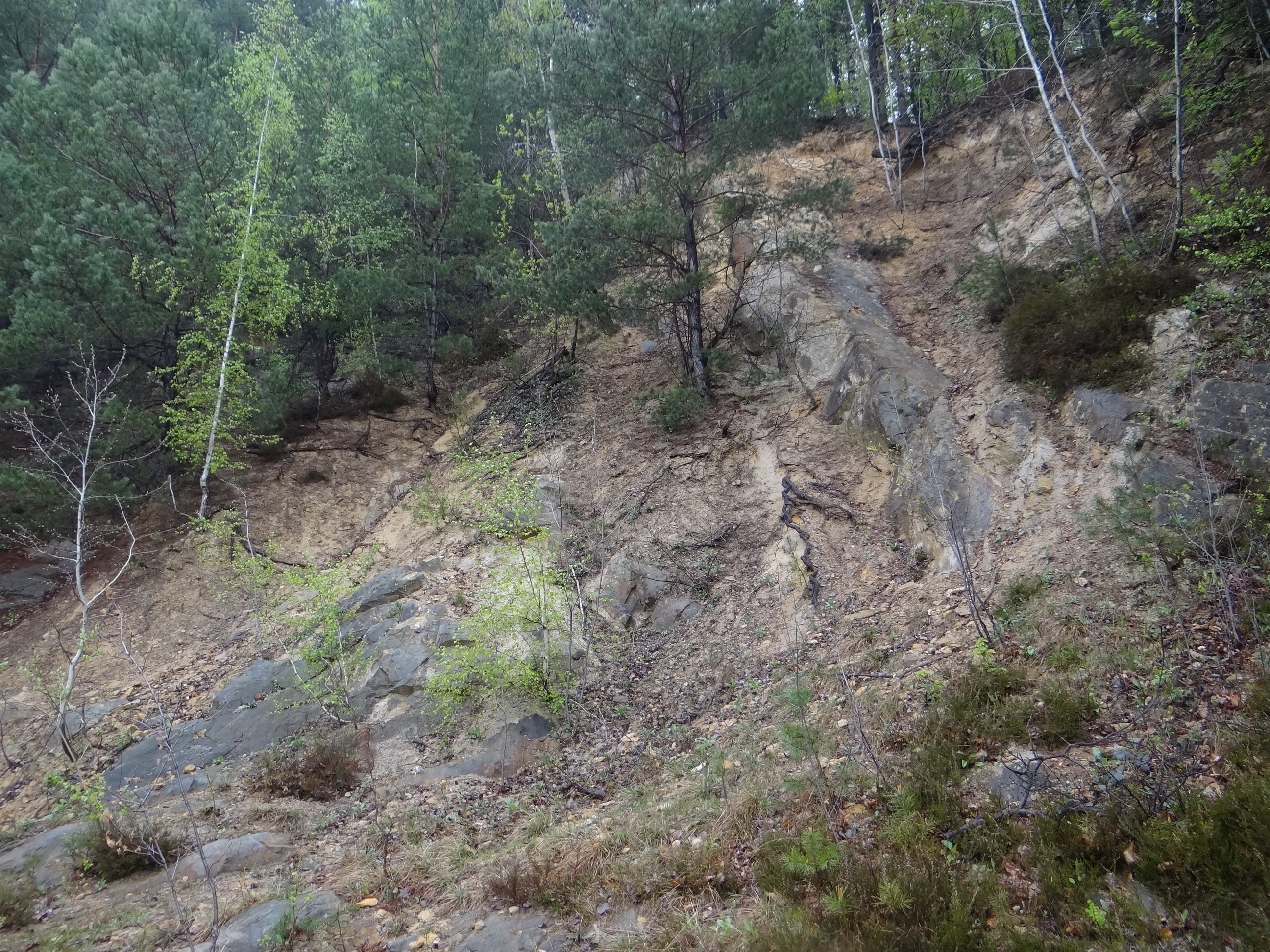
Stanowisko dokumentacyjne Kamieniołom Tursko

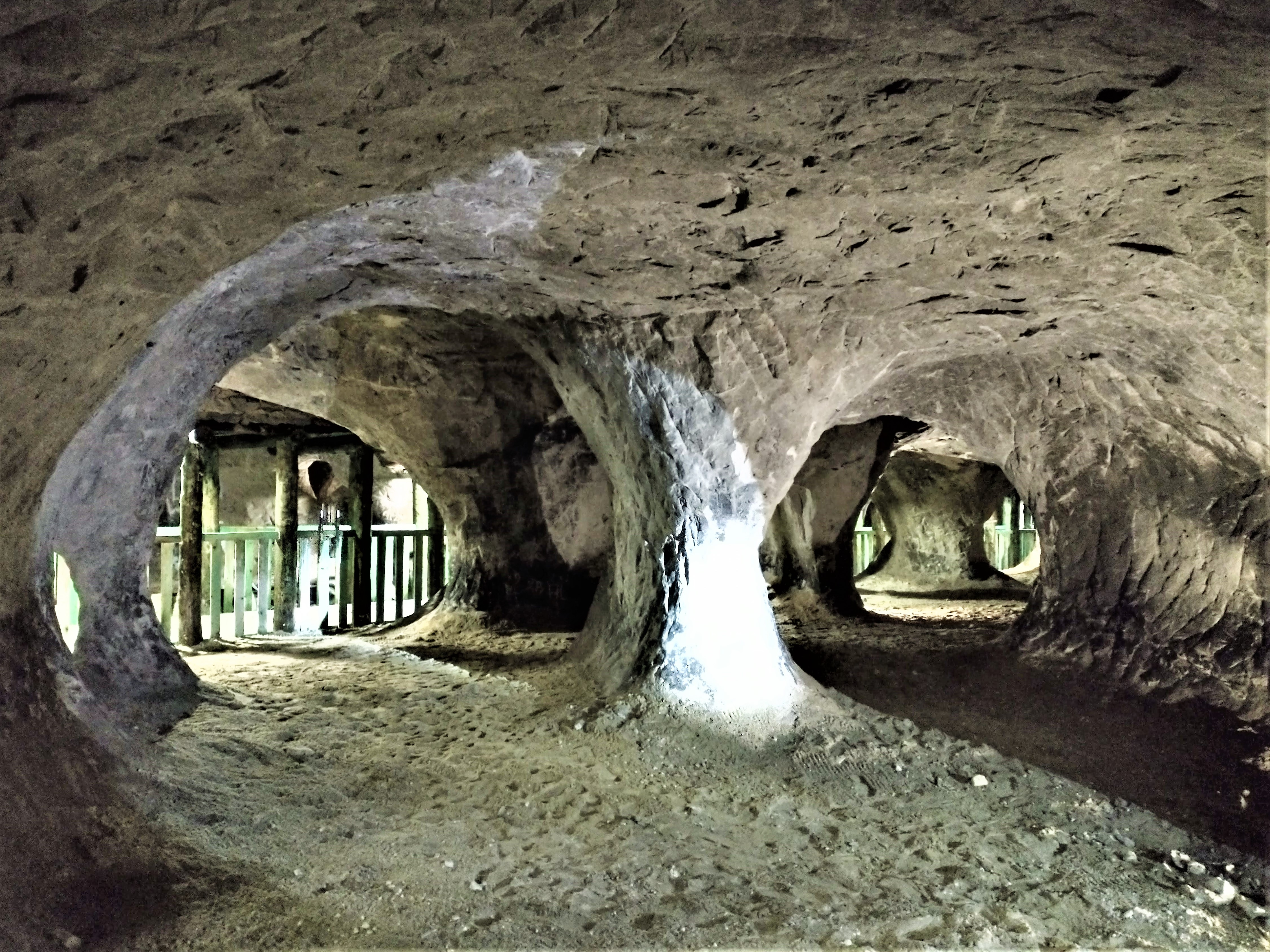
Stanowisko dokumentacyjne Groty Nagórzyckie

Stanowisko dokumentacyjne – forma ochrony przyrody nieożywionej w Polsce, której podstawą prawną funkcjonowania jest ustawa z dnia 16 kwietnia 2004 r. o ochronie przyrody. Stanowiska dokumentacyjne powstają w celu ochrony m.in.: formacji geologicznych, odkrywek, nieczynnych wyrobisk (podziemnych i naziemnych), jaskiń z namuliskami i nagromadzeń skamieniałości.

## Regulacje prawne
Stanowisko dokumentacyjne jako forma ochrony przyrody w polskim systemie prawnym pojawiło się w ustawie z dnia 16 października 1991 r. o ochronie przyrody (Dz.U. z 1991 r. nr 114, poz. 492). Zwiększenie ochrony przyrody nieożywionej w Polsce było efektem wieloletnich starań, a za powołaniem nowej formy ochrony przyrody optowali m.in. naukowcy z Zakładu Ochrony Przyrody i Zasobów Naturalnych Polskiej Akademii Nauk. Pierwszym stanowiskiem dokumentacyjnym powołanym na mocy ustawy z 1991 roku było stanowisko Losy w województwie warmińsko-mazurskim utworzone 26 grudnia 1992 roku. 
Aktualnie stanowisko dokumentacyjne powoływane jest na mocy art. 41, 44 i 45 ustawy z dnia 16 kwietnia 2004 r. o ochronie przyrody, która definiuje stanowisko dokumentacyjne, reguluje sposób jego powoływania oraz określa zakazy, które mogą zostać wprowadzone na terenie stanowiska. 

1. Stanowiskami dokumentacyjnymi są niewyodrębniające się na powierzchni lub możliwe do wyodrębnienia, ważne pod względem naukowym i dydaktycznym, miejsca występowania formacji geologicznych, nagromadzeń skamieniałości lub tworów mineralnych, jaskinie lub schroniska podskalne wraz z namuliskami oraz fragmenty eksploatowanych lub nieczynnych wyrobisk powierzchniowych
i podziemnych.
2. Stanowiskami dokumentacyjnymi mogą być także miejsca występowania kopalnych szczątków roślin lub zwierząt.

{{Cytat}} Linki zewnętrzne: "źródło".
Zgodnie z art. 44 ustawy o ochronie przyrody z 2004 r. stanowisko dokumentacyjne może zostać powołane w drodze rozporządzenia wojewody albo uchwały rady gminy. Wniosek o utworzenie stanowiska dokumentacyjnego może złożyć osoba fizyczna, instytucja naukowa lub organizacja społeczna. 

## Statystyki
Według Głównego Urzędu Statystycznego do 2000 roku na terenie całego kraju utworzono 103 stanowiska dokumentacyjne, a przez dwie dekady do 2021 roku ich liczba zwiększyła się do 186. Łączna powierzchnia stanowisk dokumentacyjnych według GUS wynosi 929 ha. 
Według danych Generalnej Dyrekcji Ochrony Środowiska łączna powierzchnia stanowisk dokumentacyjnych wynosi ok. 970 ha. Najwięcej stanowisk dokumentacyjnych znajduje się w województwie małopolskim – 80 stanowisk, z których 67 jest zlokalizowanych w podziemnych wyrobiskach Kopalni Soli „Wieliczka” oraz Kopalni Soli „Bochnia”. Wiele stanowisk funkcjonuje również w województwach podkarpackim – 28 stanowisk, świętokrzyskim – 18 stanowisk i śląskim – 12 stanowisk. Najmniej stanowisk dokumentacyjnych powołano w województwach wielkopolskim, kujawsko-pomorskim i warmińsko-mazurskim – w każdym jedno stanowisko. Średnia powierzchnia stanowiska wynosi ok. 5,42 ha, zatem są to w większości formy obszarowe o stosunkowo niewielkiej powierzchni.
Według Centralnego Rejestru Form Ochrony Przyrody stanowiska dokumentacyjne można podzielić na dwie kategorie: antropogeniczne i naturalne oraz na pięć rodzajów: formacja geologiczna, wyrobisko powierzchniowe, wyrobisko podziemne, jaskinia, nagromadzenie skamieniałości.

## Lista stanowisk dokumentacyjnych w Polsce
| Nazwa stanowiska                                                                              | Rodzaj Kategoria                         | Powierzchnia | Data utworzenia      | Położenie administracyjne | Położenie administracyjne        |
| --------------------------------------------------------------------------------------------- | ---------------------------------------- | ------------ | -------------------- | ------------------------- | -------------------------------- |
| –                                                                                             | –                                        | 45,26 ha     | 30 listopada 1998    | małopolskie               | wielicki (Gdów)                  |
| –                                                                                             | formacja geologiczna antropogeniczne     | 0,01 ha      | 30 sierpnia 1995     | podlaskie                 | m. Suwałki                       |
| –                                                                                             | wyrobisko powierzchniowe antropogeniczne | 0,92 ha      | 21 kwietnia 1995     | lubelskie                 | zamojski (Krasnobród)            |
| –                                                                                             | wyrobisko powierzchniowe antropogeniczne | 0,15 ha      | 19 marca 2021        | świętokrzyskie            | kielecki (Daleszyce)             |
| –                                                                                             | wyrobisko powierzchniowe antropogeniczne | 0,14 ha      | 26 sierpnia 2006     | zachodniopomorskie        | kołobrzeski (Gościno)            |
| –                                                                                             | wyrobisko powierzchniowe naturalne       | 0,3 ha       | 2 grudnia 1999       | pomorskie                 | pucki (Kosakowo)                 |
| –                                                                                             | wyrobisko powierzchniowe antropogeniczne | 0,92 ha      | 9 września 2002      | lubelskie                 | zamojski (Krasnobród)            |
| –                                                                                             | wyrobisko powierzchniowe naturalne       | 0,5 ha       | 2 grudnia 1999       | pomorskie                 | pucki (Krokowa)                  |
| –                                                                                             | formacja geologiczna naturalne           | 0,025 ha     | 9 września 2002      | lubelskie                 | janowski (Potok Wielki)          |
| –                                                                                             | wyrobisko powierzchniowe naturalne       | 0,2 ha       | 1 stycznia 1999      | pomorskie                 | pucki (Puck)                     |
| – (1.)                                                                                        | wyrobisko podziemne naturalne            | 0,056 ha     | 1 stycznia 2006      | małopolskie               | bocheński (m. Bochnia)           |
| – (2.)                                                                                        | wyrobisko podziemne naturalne            | 0,0428 ha    | 1 stycznia 2006      | małopolskie               | bocheński (m. Bochnia)           |
| – (3.)                                                                                        | wyrobisko podziemne naturalne            | 0,0392 ha    | 1 stycznia 2006      | małopolskie               | bocheński (m. Bochnia)           |
| – (4.)                                                                                        | wyrobisko podziemne naturalne            | 0,1936 ha    | 1 stycznia 2006      | małopolskie               | bocheński (m. Bochnia)           |
| – (5.)                                                                                        | wyrobisko podziemne naturalne            | 0,0329 ha    | 1 stycznia 2006      | małopolskie               | bocheński (m. Bochnia)           |
| – (6.)                                                                                        | wyrobisko podziemne naturalne            | 0,0526 ha    | 1 stycznia 2006      | małopolskie               | bocheński (m. Bochnia)           |
| – (7.)                                                                                        | wyrobisko podziemne naturalne            | 0,1097 ha    | 1 stycznia 2006      | małopolskie               | bocheński (m. Bochnia)           |
| – (8.)                                                                                        | wyrobisko podziemne naturalne            | 0,1803 ha    | 1 stycznia 2006      | małopolskie               | bocheński (m. Bochnia)           |
| – (9.)                                                                                        | wyrobisko podziemne naturalne            | 0,0813 ha    | 1 stycznia 2006      | małopolskie               | bocheński (m. Bochnia)           |
| – (10.)                                                                                       | wyrobisko podziemne naturalne            | 0,0173 ha    | 1 stycznia 2006      | małopolskie               | bocheński (m. Bochnia)           |
| – (11.)                                                                                       | wyrobisko podziemne naturalne            | 0,0178 ha    | 1 stycznia 2006      | małopolskie               | bocheński (m. Bochnia)           |
| – (12.)                                                                                       | wyrobisko podziemne naturalne            | 0,0236 ha    | 1 stycznia 2006      | małopolskie               | bocheński (m. Bochnia)           |
| – (13.)                                                                                       | wyrobisko podziemne naturalne            | 0,0508 ha    | 1 stycznia 2006      | małopolskie               | bocheński (m. Bochnia)           |
| – (14.)                                                                                       | wyrobisko podziemne naturalne            | 0,0292 ha    | 1 stycznia 2006      | małopolskie               | bocheński (m. Bochnia)           |
| – (15.)                                                                                       | wyrobisko podziemne naturalne            | 0,0201 ha    | 1 stycznia 2006      | małopolskie               | bocheński (m. Bochnia)           |
| – (16.)                                                                                       | wyrobisko podziemne naturalne            | 0,0657 ha    | 1 stycznia 2006      | małopolskie               | bocheński (m. Bochnia)           |
| – (17.)                                                                                       | wyrobisko podziemne naturalne            | 0,0431 ha    | 1 stycznia 2006      | małopolskie               | bocheński (m. Bochnia)           |
| – (18.)                                                                                       | wyrobisko podziemne naturalne            | 0,0228 ha    | 1 stycznia 2006      | małopolskie               | bocheński (m. Bochnia)           |
| – (19.)                                                                                       | wyrobisko podziemne naturalne            | 0,0745 ha    | 1 stycznia 2006      | małopolskie               | bocheński (m. Bochnia)           |
| – (20.)                                                                                       | wyrobisko podziemne naturalne            | 0,0235 ha    | 1 stycznia 2006      | małopolskie               | bocheński (m. Bochnia)           |
| – (21.)                                                                                       | wyrobisko podziemne naturalne            | 0,01 ha      | 1 stycznia 2006      | małopolskie               | bocheński (m. Bochnia)           |
| – (22.)                                                                                       | wyrobisko podziemne naturalne            | 0,0275 ha    | 1 stycznia 2006      | małopolskie               | bocheński (m. Bochnia)           |
| – (23.)                                                                                       | wyrobisko podziemne naturalne            | 0,0414 ha    | 1 stycznia 2006      | małopolskie               | bocheński (m. Bochnia)           |
| – (24.)                                                                                       | wyrobisko podziemne naturalne            | 0,0196 ha    | 1 stycznia 2006      | małopolskie               | bocheński (m. Bochnia)           |
| – (25.)                                                                                       | wyrobisko podziemne naturalne            | 0,0396 ha    | 1 stycznia 2006      | małopolskie               | bocheński (m. Bochnia)           |
| – (26.)                                                                                       | wyrobisko podziemne naturalne            | 0,0111 ha    | 1 stycznia 2006      | małopolskie               | bocheński (m. Bochnia)           |
| – (27.)                                                                                       | wyrobisko podziemne naturalne            | 0,0244 ha    | 1 stycznia 2006      | małopolskie               | bocheński (m. Bochnia)           |
| 35.A/1                                                                                        | wyrobisko podziemne naturalne            | 0,0186 ha    | 16 lipca 1997        | małopolskie               | wielicki (Wieliczka)             |
| 35.A/2                                                                                        | wyrobisko podziemne naturalne            | 0,0528 ha    | 16 lipca 1997        | małopolskie               | wielicki (Wieliczka)             |
| 35.A/3                                                                                        | wyrobisko podziemne naturalne            | 0,0443 ha    | 16 lipca 1997        | małopolskie               | wielicki (Wieliczka)             |
| 35.A/4                                                                                        | wyrobisko podziemne naturalne            | 0,0103 ha    | 16 lipca 1997        | małopolskie               | wielicki (Wieliczka)             |
| 35.A/5                                                                                        | wyrobisko podziemne naturalne            | 0,019 ha     | 16 lipca 1997        | małopolskie               | wielicki (Wieliczka)             |
| 35.A/6                                                                                        | wyrobisko podziemne naturalne            | 0,726 ha     | 16 lipca 1997        | małopolskie               | wielicki (Wieliczka)             |
| 35.B/1                                                                                        | wyrobisko podziemne naturalne            | 0,0149 ha    | 16 lipca 1997        | małopolskie               | wielicki (Wieliczka)             |
| 35.B/2                                                                                        | wyrobisko podziemne naturalne            | 0,198 ha     | 16 lipca 1997        | małopolskie               | wielicki (Wieliczka)             |
| 35.B/3                                                                                        | wyrobisko podziemne naturalne            | 0,0897 ha    | 16 lipca 1997        | małopolskie               | wielicki (Wieliczka)             |
| 35.B/4                                                                                        | wyrobisko podziemne naturalne            | 0,323 ha     | 16 lipca 1997        | małopolskie               | wielicki (Wieliczka)             |
| 35.B/5                                                                                        | wyrobisko podziemne naturalne            | 0,0053 ha    | 16 lipca 1997        | małopolskie               | wielicki (Wieliczka)             |
| 35.B/6                                                                                        | wyrobisko podziemne naturalne            | 0,0315 ha    | 16 lipca 1997        | małopolskie               | wielicki (Wieliczka)             |
| 35.B/7                                                                                        | wyrobisko podziemne naturalne            | 0,0111 ha    | 16 lipca 1997        | małopolskie               | wielicki (Wieliczka)             |
| 35.B/8                                                                                        | wyrobisko podziemne naturalne            | 0,1309 ha    | 16 lipca 1997        | małopolskie               | wielicki (Wieliczka)             |
| 35.B/9                                                                                        | wyrobisko podziemne naturalne            | 0,0919 ha    | 16 lipca 1997        | małopolskie               | wielicki (Wieliczka)             |
| 35.B/10                                                                                       | wyrobisko podziemne naturalne            | 0,0528 ha    | 16 lipca 1997        | małopolskie               | wielicki (Wieliczka)             |
| 35.B/11                                                                                       | wyrobisko podziemne naturalne            | 0,0342 ha    | 16 lipca 1997        | małopolskie               | wielicki (Wieliczka)             |
| 35.B/12                                                                                       | wyrobisko podziemne naturalne            | 0,0216 ha    | 16 lipca 1997        | małopolskie               | wielicki (Wieliczka)             |
| 35.B/13                                                                                       | wyrobisko podziemne naturalne            | 0,5281 ha    | 16 lipca 1997        | małopolskie               | wielicki (Wieliczka)             |
| 35.B/14                                                                                       | wyrobisko podziemne naturalne            | 0,0205 ha    | 16 lipca 1997        | małopolskie               | wielicki (Wieliczka)             |
| 35.B/15                                                                                       | wyrobisko podziemne naturalne            | 0,025 ha     | 16 lipca 1997        | małopolskie               | wielicki (Wieliczka)             |
| 35.B/16                                                                                       | wyrobisko podziemne naturalne            | 0,0531 ha    | 16 lipca 1997        | małopolskie               | wielicki (Wieliczka)             |
| 35.B/17                                                                                       | wyrobisko podziemne naturalne            | 0,3055 ha    | 16 lipca 1997        | małopolskie               | wielicki (Wieliczka)             |
| 35.B/18                                                                                       | wyrobisko podziemne naturalne            | 0,2569 ha    | 16 lipca 1997        | małopolskie               | wielicki (Wieliczka)             |
| 35.B/19                                                                                       | wyrobisko podziemne naturalne            | 0,111 ha     | 16 lipca 1997        | małopolskie               | wielicki (Wieliczka)             |
| 35.B/20                                                                                       | wyrobisko podziemne naturalne            | 0,1266 ha    | 16 lipca 1997        | małopolskie               | wielicki (Wieliczka)             |
| 35.B/21                                                                                       | wyrobisko podziemne naturalne            | 0,0546 ha    | 16 lipca 1997        | małopolskie               | wielicki (Wieliczka)             |
| 35.B/22                                                                                       | wyrobisko podziemne naturalne            | 0,5365 ha    | 16 lipca 1997        | małopolskie               | wielicki (Wieliczka)             |
| 35.B/23                                                                                       | wyrobisko podziemne naturalne            | 0,0719 ha    | 16 lipca 1997        | małopolskie               | wielicki (Wieliczka)             |
| 35.B/24                                                                                       | wyrobisko podziemne naturalne            | 0,0363 ha    | 16 lipca 1997        | małopolskie               | wielicki (Wieliczka)             |
| 35.B/25                                                                                       | wyrobisko podziemne naturalne            | 0,0582 ha    | 16 lipca 1997        | małopolskie               | wielicki (Wieliczka)             |
| 35.B/26                                                                                       | wyrobisko podziemne naturalne            | 0,0543 ha    | 16 lipca 1997        | małopolskie               | wielicki (Wieliczka)             |
| 35.B/27                                                                                       | wyrobisko podziemne naturalne            | 0,3408 ha    | 16 lipca 1997        | małopolskie               | wielicki (Wieliczka)             |
| 35.B/28                                                                                       | wyrobisko podziemne naturalne            | 0,0998 ha    | 16 lipca 1997        | małopolskie               | wielicki (Wieliczka)             |
| 35.B/29                                                                                       | wyrobisko podziemne naturalne            | 0,1571 ha    | 16 lipca 1997        | małopolskie               | wielicki (Wieliczka)             |
| 35.B/30                                                                                       | wyrobisko podziemne naturalne            | 0,1032 ha    | 16 lipca 1997        | małopolskie               | wielicki (Wieliczka)             |
| 35.C/1                                                                                        | wyrobisko podziemne naturalne            | 0,2761 ha    | 16 lipca 1997        | małopolskie               | wielicki (Wieliczka)             |
| 35.C/2                                                                                        | wyrobisko podziemne naturalne            | 0,407 ha     | 16 lipca 1997        | małopolskie               | wielicki (Wieliczka)             |
| 35.C/3                                                                                        | wyrobisko podziemne naturalne            | 0,0608 ha    | 16 lipca 1997        | małopolskie               | wielicki (Wieliczka)             |
| 35.C/4                                                                                        | wyrobisko podziemne naturalne            | 0,2041 ha    | 16 lipca 1997        | małopolskie               | wielicki (Wieliczka)             |
| Bandrów - flisz karpacki                                                                      | formacja geologiczna naturalne           | 0,01 ha      | 14 sierpnia 2007     | podkarpackie              | bieszczadzki (Ustrzyki Dolne)    |
| Białochowo                                                                                    | – naturalne                              | 93,52 ha     | 13 czerwca 1998      | kujawsko-pomorskie        | grudziądzki (Rogóźno, Grudziądz) |
| Blachówka                                                                                     | wyrobisko powierzchniowe antropogeniczne | 6 ha         | 11 czerwca 2002      | śląskie                   | m. Bytom                         |
| Brzeg klifowy - Niechorze                                                                     | formacja geologiczna naturalne           | 0,135 ha     | 21 stycznia 2001     | zachodniopomorskie        | gryficki (Rewal)                 |
| Brzeg klifowy - Rewal                                                                         | formacja geologiczna naturalne           | 0,1 ha       | 21 stycznia 2001     | zachodniopomorskie        | gryficki (Rewal)                 |
| Brzeg klifowy - Rewal 2                                                                       | formacja geologiczna naturalne           | 0,01 ha      | 21 stycznia 2001     | zachodniopomorskie        | gryficki (Rewal)                 |
| Brzeg klifowy - Trzęsacz                                                                      | formacja geologiczna naturalne           | 0,025 ha     | 21 stycznia 2001     | zachodniopomorskie        | gryficki (Rewal)                 |
| Bursztyny Możdżanowo                                                                          | wyrobisko podziemne naturalne            | 0,34 ha      | 22 listopada 2001    | pomorskie                 | słupski (Ustka)                  |
| Czerwona Glinka                                                                               | formacja geologiczna naturalne           | 38,67 ha     | 2 czerwca 2005       | podkarpackie              | sanocki (Sanok)                  |
| Dziwnówek - Kra Jurajska                                                                      | formacja geologiczna naturalne           | 0,02 ha      | 25 grudnia 2010      | zachodniopomorskie        | kamieński (Dziwnów)              |
| Flisz wapienny w Huwnikach                                                                    | formacja geologiczna naturalne           | 0,21 ha      | 14 stycznia 1996     | podkarpackie              | przemyski (Fredropol)            |
| Flisz z Leszczawy Dolnej                                                                      | formacja geologiczna naturalne           | 0,06 ha      | 14 stycznia 1996     | podkarpackie              | przemyski (Bircza)               |
| Groty Nagórzyckie                                                                             | formacja geologiczna naturalne           | 20,8 ha      | 3 kwietnia 2008      | łódzkie                   | tomaszowski (m. Tomaszów Maz.)   |
| Góra Zielonczyn                                                                               | wyrobisko powierzchniowe naturalne       | 1,32 ha      | 4 kwietnia 2006      | zachodniopomorskie        | goleniowski (Stepnica)           |
| Inoceramy                                                                                     | formacja geologiczna naturalne           | 0,2 ha       | 14 stycznia 1996     | podkarpackie              | przemyski (Fredropol)            |
| Jasieniowa                                                                                    | –                                        | 5,32 ha      | 21 kwietnia 2009     | śląskie                   | cieszyński (Goleszów)            |
| Jaskinia Miecharska                                                                           | jaskinia naturalne                       | 5,26 ha      | 19 sierpnia 2010     | śląskie                   | cieszyński (m. Wisła)            |
| Jaskinia Wiercica                                                                             | jaskinia naturalne                       | –            | 5 lipca 2007         | śląskie                   | myszkowski (Niegowa)             |
| Jaskinia Wiślańska                                                                            | jaskinia naturalne                       | 2,86 ha      | 10 marca 2015        | śląskie                   | cieszyński (Brenna)              |
| Kamienie Kultu Słońca                                                                         | formacja geologiczna naturalne           | 0,02 ha      | 1 stycznia 1998      | podkarpackie              | lubaczowski (Horyniec-Zdrój)     |
| Kamieniołom                                                                                   | wyrobisko powierzchniowe antropogeniczne | 2,09 ha      | 30 listopada 1998    | małopolskie               | krakowski (Liszki)               |
| Kamieniołom Czantoria                                                                         | wyrobisko powierzchniowe antropogeniczne | –            | 18 stycznia 2018     | śląskie                   | cieszyński (m. Ustroń)           |
| Kamieniołom Gielniów                                                                          | formacja geologiczna antropogeniczne     | 0,2 ha       | 15 lipca 1995        | mazowieckie               | przysuski (Gielniów)             |
| Kamieniołom Nowa Krystyna                                                                     | wyrobisko powierzchniowe antropogeniczne | 0,17 ha      | 30 listopada 1998    | małopolskie               | krakowski (Krzeszowice)          |
| Kamieniołom piaskowców karbońskich                                                            | wyrobisko powierzchniowe antropogeniczne | 0,1 ha       | 1 stycznia 2000      | śląskie                   | mikołowski (m. Łaziska Górne)    |
| Kamieniołom piaskowców Olewin                                                                 | wyrobisko powierzchniowe antropogeniczne | 0,52 ha      | 1 stycznia 1998      | łódzkie                   | wieluński (Wieluń)               |
| Kamieniołom Skalica                                                                           | wyrobisko powierzchniowe antropogeniczne | 1 ha         | 23 lipca 2014        | śląskie                   | cieszyński (m. Ustroń)           |
| Kamieniołom Tursko                                                                            | wyrobisko powierzchniowe antropogeniczne | 0,4 ha       | 19 września 1998     | małopolskie               | tarnowski (Ciężkowice)           |
| Kamieniołom wapieni górnojurajskich w Gołuchowie                                              | wyrobisko powierzchniowe antropogeniczne | 1,59 ha      | 8 listopada 2022     | świętokrzyskie            | pińczowski (Kije)                |
| Kamieniołom z uskokiem                                                                        | – antropogeniczne                        | 0,7895 ha    | 30 listopada 1998    | małopolskie               | krakowski (Krzeszowice)          |
| Kanion w Rybotyczach                                                                          | formacja geologiczna naturalne           | 3,75 ha      | 14 stycznia 1996     | podkarpackie              | przemyski (Fredropol)            |
| Klif Oksywski                                                                                 | formacja geologiczna naturalne           | 10,1 ha      | 2 grudnia 1992       | pomorskie                 | m. Gdynia                        |
| Koniak                                                                                        | formacja geologiczna naturalne           | 2,234 ha     | 30 października 2004 | opolskie                  | brzeski (Lewin Brzeski)          |
| Krzeczkowski Mur                                                                              | formacja geologiczna –                   | 0,45 ha      | 1 stycznia 1998      | podkarpackie              | przemyski (Krasiczyn)            |
| Lessy Winnej Góry                                                                             | wyrobisko powierzchniowe antropogeniczne | 0,03 ha      | 24 grudnia 2016      | dolnośląskie              | trzebnicki (Trzebnica)           |
| Losy                                                                                          | wyrobisko powierzchniowe antropogeniczne | 2 ha         | 26 grudnia 1992      | warmińsko-mazurskie       | iławski (Lubawa)                 |
| Łom na Polankach                                                                              | wyrobisko powierzchniowe antropogeniczne | 0,2 ha       | 3 maja 1996          | mazowieckie               | szydłowiecki (Szydłowiec)        |
| Łom Pikiel                                                                                    | formacja geologiczna antropogeniczne     | 0,1 ha       | 5 maja 1996          | mazowieckie               | szydłowiecki (Szydłowiec)        |
| Łom Podkowiński                                                                               | formacja geologiczna antropogeniczne     | 0,1 ha       | 3 maja 1996          | mazowieckie               | szydłowiecki (Szydłowiec)        |
| Margle kredowe nad Jeziorem Szmaragdowym                                                      | formacja geologiczna naturalne           | 7,75 ha      | 8 września 2011      | zachodniopomorskie        | m. Szczecin                      |
| Margle miedzionośne                                                                           | formacja geologiczna naturalne           | 0,0996 ha    | 11 lutego 2009       | podkarpackie              | przemyski (Fredropol)            |
| Margle z Węgierki                                                                             | formacja geologiczna naturalne           | 0,06 ha      | 14 stycznia 1996     | podkarpackie              | przemyski (Fredropol)            |
| Molasy potoku Młynówka                                                                        | formacja geologiczna naturalne           | 0,01 ha      | 14 stycznia 1996     | podkarpackie              | przemyski (Fredropol)            |
| Morena Rzęgnowska                                                                             | formacja geologiczna naturalne           | 514,96 ha    | 18 grudnia 1997      | mazowieckie               | mławski (Dzierzgowo)             |
| Morena w Krasicach                                                                            | formacja geologiczna naturalne           | 0,1 ha       | 14 stycznia 1996     | podkarpackie              | przemyski (Krasiczyn)            |
| Na Oszczaczu                                                                                  | formacja geologiczna naturalne           | 10,0186 ha   | 31 maja 1999         | podkarpackie              | leski (Lesko)                    |
| Odkrywka cieszynitów                                                                          | wyrobisko powierzchniowe antropogeniczne | 0,0647 ha    | 15 października 2002 | śląskie                   | cieszyński (m. Cieszyn)          |
| Odsłonięcia skalne na Górze Słonecznej                                                        | wyrobisko powierzchniowe antropogeniczne | 3,1137 ha    | 22 stycznia 2010     | świętokrzyskie            | m. Kielce                        |
| Odsłonięcie geologiczne                                                                       | wyrobisko powierzchniowe naturalne       | 2,94 ha      | 31 grudnia 2002      | świętokrzyskie            | buski (Busko-Zdrój)              |
| Odsłonięcie geologiczne                                                                       | formacja geologiczna antropogeniczne     | 0,28 ha      | 30 listopada 1998    | małopolskie               | chrzanowski (Alwernia)           |
| Odsłonięcie geologiczne                                                                       | formacja geologiczna –                   | 0,5 ha       | 30 listopada 1998    | małopolskie               | myślenicki (Sułkowice)           |
| Odsłonięcie geologiczne - naturalna wychodnia szarych drobnoziarnistych piaskowców triasowych | formacja geologiczna naturalne           | 0,0353 ha    | 14 stycznia 1996     | świętokrzyskie            | skarżyski (Suchedniów)           |
| Odsłonięcie geologiczne - nieczynny kamieniołom średnioziarnistych piaskowców dolnotriasowych | formacja geologiczna naturalne           | 0,477 ha     | 14 stycznia 1996     | świętokrzyskie            | starachowicki (Wąchock)          |
| Odsłonięcie geologiczne - nieczynny kamieniołom czerwonych piaskowców dolnotriasowych         | formacja geologiczna naturalne           | 0,64 ha      | 14 stycznia 1996     | świętokrzyskie            | kielecki (Mniów)                 |
| Odsłonięcie geologiczne - skałka piaskowców triasowych                                        | formacja geologiczna naturalne           | 0,014 ha     | 14 stycznia 1996     | świętokrzyskie            | starachowicki (Wąchock)          |
| Odsłonięcie geologiczne w Niesułkowie Kolonii                                                 | formacja geologiczna antropogeniczne     | 3,889 ha     | 13 października 2003 | łódzkie                   | zgierski (Stryków)               |
| Odsłonięcie gleb kopalnych                                                                    | –                                        | 0,04 ha      | 30 listopada 1998    | małopolskie               | proszowicki (Proszowice)         |
| Odsłonięcie martwicy wapiennej w Dolinie Szklarki                                             | formacja geologiczna –                   | 0,12 ha      | 30 listopada 1998    | małopolskie               | krakowski (Zabierzów)            |
| Odsłonięcie na Czerwieńcu                                                                     | formacja geologiczna –                   | 0,3 ha       | 30 listopada 1998    | małopolskie               | krakowski (Krzeszowice)          |
| Odsłonięcie skalne piaskowców triasowych                                                      | wyrobisko powierzchniowe antropogeniczne | 1,745 ha     | 29 stycznia 2004     | świętokrzyskie            | kielecki (Miedziana Góra)        |
| Odsłonięcie skalne u podnóża Góry Hałasa                                                      | formacja geologiczna naturalne           | 0,0007 ha    | 30 stycznia 2009     | świętokrzyskie            | m. Kielce                        |
| Olistolit Jurajski                                                                            | wyrobisko powierzchniowe antropogeniczne | 1,8 ha       | 14 stycznia 1996     | podkarpackie              | m. Przemyśl                      |
| Osady moreny czołowej w wyrobisku w Storkowie                                                 | nagromadzenie skamieniałości naturalne   | 0,2008 ha    | 15 kwietnia 2010     | zachodniopomorskie        | stargardzki (Ińsko)              |
| Oz Grapice                                                                                    | formacja geologiczna naturalne           | 6,55 ha      | 22 listopada 2001    | pomorskie                 | słupski (Potęgowo)               |
| Piaski                                                                                        | formacja geologiczna naturalne           | 13,7584 ha   | 30 października 2004 | opolskie                  | brzeski (Lewin Brzeski)          |
| Piaskowce w Posadzie Rybotyckiej                                                              | formacja geologiczna naturalne           | 0,07 ha      | 14 stycznia 1996     | podkarpackie              | przemyski (Fredropol)            |
| Piaskownia w Dziewięcierzu                                                                    | wyrobisko powierzchniowe antropogeniczne | 0,71 ha      | 14 sierpnia 2007     | podkarpackie              | lubaczowski (Horyniec-Zdrój)     |
| Posejanka                                                                                     | wyrobisko powierzchniowe antropogeniczne | 0,3 ha       | 7 czerwca 1996       | podlaskie                 | sejneński (Sejny)                |
| Potok Rzyczanka                                                                               | formacja geologiczna naturalne           | 1,12 ha      | 22 marca 2003        | małopolskie               | wadowicki (Andrychów)            |
| Potok Zalesie                                                                                 | formacja geologiczna naturalne           | 0,07 ha      | 14 stycznia 1996     | podkarpackie              | przemyski (Fredropol)            |
| Pozostałości dawnego górnictwa rud żelaza                                                     | formacja geologiczna naturalne           | 2 ha         | 14 września 1994     | świętokrzyskie            | kielecki (Daleszyce)             |
| Profil Soli Różowej                                                                           | formacja geologiczna naturalne           | 0,026 ha     | 2 marca 2008         | wielkopolskie             | kolski (Kłodawa)                 |
| Progi skalne i przełom na potoku Tarnawka pod Łukowem                                         | formacja geologiczna naturalne           | 0,3945 ha    | 17 listopada 2011    | podkarpackie              | sanocki (Zagórz)                 |
| Siedlątków                                                                                    | –                                        | 9,87 ha      | 1 stycznia 1994      | łódzkie                   | poddębicki (Pęczniew)            |
| Skarpa w Międzybrodziu                                                                        | formacja geologiczna naturalne           | 0,1 ha       | 19 lutego 2006       | podkarpackie              | sanocki (Sanok)                  |
| Skałka                                                                                        | formacja geologiczna naturalne           | 0,0435 ha    | 26 marca 2002        | śląskie                   | wodzisławski (Rydułtowy)         |
| Skałka z rybami                                                                               | formacja geologiczna naturalne           | 0,01 ha      | 1 stycznia 1998      | podkarpackie              | przemyski (Krzywcza)             |
| Skiba Sufczyny                                                                                | formacja geologiczna naturalne           | 0,06 ha      | 1 stycznia 1998      | podkarpackie              | przemyski (Bircza)               |
| Spływy kohezyjne - Gruszowa                                                                   | formacja geologiczna naturalne           | 0,01 ha      | 14 stycznia 1996     | podkarpackie              | przemyski (Fredropol)            |
| Srocza Góra                                                                                   | formacja geologiczna naturalne           | 12,812 ha    | 26 lutego 2008       | śląskie                   | m. Dąbrowa Górnicza              |
| Stary kamieniołom                                                                             | wyrobisko powierzchniowe antropogeniczne | 0,07 ha      | 30 listopada 1998    | małopolskie               | krakowski (Zielonki)             |
| Sztolnia nr 18 w Podziemnej Trasie Turystyczno- -Edukacyjnej w Starej Kopalni Uranu w Kletnie | wyrobisko podziemne antropogeniczne      | 17,7559 ha   | 10 września 2010     | dolnośląskie              | kłodzki (Stronie Śląskie)        |
| Sztolnia Robert w Szklarach                                                                   | formacja geologiczna naturalne           | –            | 25 października 2018 | dolnośląskie              | ząbkowicki (Ząbkowice Śląskie)   |
| Sztolnia Wapienna w Ciechanowicach                                                            | wyrobisko podziemne antropogeniczne      | 0,0162 ha    | 22 września 2017     | dolnośląskie              | kamiennogórski (Marciszów)       |
| Sztolnie w Czarnorzekach                                                                      | wyrobisko podziemne antropogeniczne      | 0,0959 ha    | 16 listopada 2001    | podkarpackie              | krośnieński (Korczyna)           |
| Sztolnie w Węglówce                                                                           | jaskinia antropogeniczne                 | 1 ha         | 15 stycznia 1999     | podkarpackie              | krośnieński (Korczyna)           |
| Ściana łomiku                                                                                 | wyrobisko powierzchniowe antropogeniczne | 0,597 ha     | 8 września 1993      | świętokrzyskie            | buski (Busko-Zdrój)              |
| Ścianka Pożaryskich                                                                           | wyrobisko powierzchniowe antropogeniczne | 3,64 ha      | 9 marca 2002         | lubelskie                 | puławski (Kazimierz Dolny)       |
| Trakcjonity z Rudawki                                                                         | formacja geologiczna naturalne           | 0,01 ha      | 14 stycznia 1996     | podkarpackie              | przemyski (Bircza)               |
| Trias                                                                                         | nagromadzenie skamieniałości naturalne   | 0,6859 ha    | 8 lutego 2003        | opolskie                  | opolski (Ozimek)                 |
| Wąwozy lessowe w Bugaju                                                                       | formacja geologiczna naturalne           | 3,5 ha       | 4 czerwca 2013       | świętokrzyskie            | pińczowski (Pińczów)             |
| Wąwóz Sitki                                                                                   | formacja geologiczna naturalne           | 1,06 ha      | 14 stycznia 1996     | świętokrzyskie            | starachowicki (Pawłów)           |
| Węgiel w Malawie                                                                              | formacja geologiczna naturalne           | 0,01 ha      | 14 stycznia 1996     | podkarpackie              | przemyski (Bircza)               |
| Wodospad w Cisowej                                                                            | formacja geologiczna naturalne           | 0,01 ha      | 1 stycznia 1998      | podkarpackie              | przemyski (Krasiczyn)            |
| Wychodnia głazów Mierzwice                                                                    | formacja geologiczna naturalne           | 5,73 ha      | 1 stycznia 1998      | mazowieckie               | łosicki (Sarnaki)                |
| Wydma nad Dużym Stawem                                                                        | formacja geologiczna naturalne           | 48,21 ha     | 22 stycznia 2016     | lubuskie                  | żarski (Brody)                   |
| Wyrobisko poeksploatacyjne gipsów                                                             | wyrobisko powierzchniowe antropogeniczne | 5 ha         | 17 sierpnia 1995     | świętokrzyskie            | pińczowski (Kije)                |
| Wyrobisko Wieliszewo                                                                          | wyrobisko powierzchniowe naturalne       | 12,06 ha     | 1 stycznia 1997      | pomorskie                 | słupski (Potęgowo)               |
| Zajęcza Góra                                                                                  | wyrobisko powierzchniowe antropogeniczne | 11,19 ha     | 8 września 1993      | świętokrzyskie            | buski (Busko-Zdrój)              |
| Zamczysko na Ścieszków Groniu                                                                 | formacja geologiczna antropogeniczne     | 0,872 ha     | 9 lipca 2009         | śląskie                   | żywiecki (Łękawica)              |
| Zespół utworów geologicznych                                                                  | formacja geologiczna –                   | 0,0524 ha    | 14 listopada 2000    | świętokrzyskie            | opatowski (Opatów)               |
| Zlepieńce z Dubnika                                                                           | formacja geologiczna naturalne           | 0,6 ha       | 14 stycznia 1996     | podkarpackie              | przemyski (Fredropol)            |
| Żebra                                                                                         | formacja geologiczna naturalne           | 4,3694 ha    | 12 sierpnia 2006     | lubuskie                  | sulęciński (Sulęcin)             |
| Żwirownia w Księżym Lesie                                                                     | wyrobisko powierzchniowe antropogeniczne | 0,01 ha      | 6 sierpnia 2020      | świętokrzyskie            | konecki (Ruda Maleniecka)        |
| Żyła porfiru                                                                                  | –                                        | 0,1995 ha    | 30 listopada 1998    | małopolskie               | krakowski (Zabierzów)            |